# سید رضی لاریجانی
میر سید رضی لاریجانی مجتهد، عالم علوم عرفانی و پایه‌گذار مکتب تهران بود.

## ولادت و زندگی
دربارهٔ اصلیت و چگونگی عزیمت لاریجانی به اصفهان آمده‌است که: «حاج سیدرضی رضوان‌الله علیه اصلاً از اهل لاریجان از توابع مازندران و از سادات عظیم‌الشأن آن سامان بود» پدر وی در زمره اهل علم و از طریق فلاحت امرار معاش می‌کرده‌است. وی در اوان بلوغ به ملاقات درویش کافی می‌رود و مورد توجه وی گردید. پس از چندی به علت عدم تجانس با اهالی آن سامان و پریشانی خاطری که از کشته‌شدن پدر داشت وطن مألوف را ترک و با مادر و برادر خود سید زکی‌الدین به عزم تحصیل علوم به صوب اصفهان رهسپار گردید» گفته‌اند که نسب آقا سیدرضی با بیست و چهار پشت به امامزاده حمزه فرزند موسی کاظم می‌رسد و از این نظر است که همواره او را از سادات به‌شمار آورده‌اند. تاریخ ولادت و مهاجرت لاریجانی به اصفهان به درستی روشن نیست. گمان می‌رود که وی در اواخر سده دوازدهم قمری زاده شده و در دهه‌های آغاز سده سیزدهم ترک یار و دیار کرده و به اصفهان رفته‌است. به نوشته عبرت نائینی، آقاسیدرضی در اصفهان «پس از تکمیل مقدمات علمیه و تحصیل یک دوره فقه، در مدرس آخوند ملاعلی نوری نورالله تربته و ملااسماعیل استاد به تحصیل حکمت جدید صدرالدین شیرازی مشغول و در نزد اساتید دیگر نیز حکمت مشاء را فراگرفت.» و در امر تحصیل تبرّز و مهارتی ویژه از خود نشان داد. پژوهشگران امروز از لاریجانی با القاب «سیدالعرفاء و سندالازکیاء» نام می‌برند و معاصرینش او را «عالم ربانی» می‌نامیدند.

## در کلام دیگران
- سیدحسین نصر در عرفان اسلامی در مورد سیدرضی لاریجانی می‌نویسد: «نخستین شخصیت برجسته دوران قاجار در زمینه عرفان که باید در اینجا از او یاد کرد.
- میرزا طاهر تنکابنی آقا سیدرضی‌الدین لاریجانی از بزرگان حکما و عرفای عصر متأخر بوده و آن مرحوم از تلامیذ حکیم ملاعلی نوری بوده و از استاد خود، محمد رضا قمشه‌ای اصفهانی که از شاگردان سید مرحوم بوده، شنیده‌ام که این سید بزرگوار در زهد و وارستگی وحید عصر خود بوده و در اوایل عمر که از مازندران به اصفهان برای تحصیل علوم رفته بود، به واسطه کثرت فقر و پریشانی، در حمامهای اصفهان به کسب در ایام تعطیل می‌پرداخت و تحصیل معاش ایام تحصیل می‌نمود؛ و بعد از تکمیل مراتب تحصیلات، با زنی از خوانین مکرمات بستگان سببی خود ازدواج نموده و آن خاتون از طرف پدر خود بالارث متموله بوده و چون سید بزرگوار بدین وسیله، سعه در معاشش حاصل گردید، طریقه انفاق بر فقرا و ایثار مساکین را شیمه عالیه خود قرار داده به نحوی که گاهی در عبور و مرور در کوچه‌های اصفهان، عبا یا قبا یا شلوار خود را به فقرا و مساکین می‌بخشید و حالت بکاء و گریه زیاد داشت.

## آثار
از لاریجانی گویا آثار زیادی بر جای نمانده است. تنها نوشته‌ای که از او دیده شده، نسخه‌ای است خطی با عنوان «طرائف الحکمت» که امروزه در کتابخانه مرعشی نجفی نگهداری می‌شود. کتابخانه آیت‌الله مرعشی نجفی. همچنین از او اجازه اجتهادی در دست است که به نام آقا سید محمد حسن مجتهد موسوی بعد از سال ۱۲۴۴ نوشته‌است. (تذکره القبور) با این همه، بسیاری از اندیشه‌ها و آموزه‌های عرفانی آقا سیدرضی را می‌توان در لابلای آثار و اشعار شاگردان مکتب وی از جمله محمد رضا قمشه‌ای و میرزا محمد تنکابنی و دیگران پیدا کرد.

## علوم غریبه
سید رضی لاریجانی به خاطر احاطه‌اش بر علوم غریبه مشهور بوده‌است.

## تأسیس مکتب حوزه تهران
آغاز حوزه عرفانی تهران با آمدن سیدرضی لاریجانی است که در دوران صدارت امیرکبیر و در اواخر عمر به دعوت میرزا اسماعیل گرکانی از رجال قاجار به تهران می‌آیند. عباس طارمی، ملاعبدالله زنوزی را مؤسس حوزه فلسفی تهران و سیدرضی لاریجانی را پایه‌گذار حوزه عرفانی تهران نام می‌برد. حوزه تهران در اوایل دوره قاجاریه و با حکومت فتحعلیشاه قاجار رونق گرفت و بویژه پس از آنکه به تقاضای فتحعلیشاه ملاعلی نوری یکی از شاگران برجسته خود (یعنی ملاعبدالله زنوزی) را به تهران فرستاد، این شهر رفته رفته به مرکز تدریس علوم اسلامی و حکمت الهی تبدیل شد و استادان علوم عقلی نظیر حکمت و عرفان به مرور اصفهان را ترک کردند و این شهر مرجعیت پیشین را از دست داد. از استادانی که تهران را به حضور خود مزین کردند از عارف بزرگ آقا محمدرضا قمشه‌ای و میرزا ابوالحسن جلوه فیلسوف مشائی عصر ناصرالدین شاه می‌توان نام برد. به تصریح اعتمادالسلطنه در «المأثر و الآثار»، لاریجانی در سال ۱۲۶۷ قمری یعنی در اوایل سلطنت ناصرالدین شاه قاجار «به تهران آمد و در خانه مرحوم میرزا اسمعیل مستوفی گرکانی منزل گرفت تا عیال و اولادش نیز رسیدندآشتیانی نوشته‌اند: «برخی از اعاظم حکما و عرفاً از اصفهان به تهران آمدند. از جمله آقاسیدرضی لاریجانی و آقا میرزا حسن نوری فرزند آخوند ملاعلی نوری و آخوند ملاعبدالله زنوزی و محمد رضا قمشه‌ای که بعد از رونق حوزه تهران، اصفهان را ترک کردند. مرحوم لاریجانی به دعوت مرحوم میرزا علیرضا گرکانی مستوفی به تهران آمدند» و نیز افزوده‌اند: «لاریجانی اواخر عمر خود به دعوت مرحوم میرزا علیرضا گرکانی از رجال مهم دوران قاجاریه به تهران مسافرت کرد و میرزا علیرضا در منزل خود از او و عائله‌اش پذیرائی نمود و در تهران دارفانی را وداع کرد.» ولی عبرت نائینی (شایدً بر مبنای گفته اعتمادالسلطنه) ورود لاریجانی به تهران را به‌دعوت میرزااسمعیل مستوفی گرکانی ضبط کرده‌است؛ و به نظر می‌رسد که این قول با در نظرگرفتن حقایق تاریخی صحیح‌تر باشد. لاریجانی یک بار به زیارت مکه مشرف شده و در بسیاری از منابع از جمله «مأثر و الآثار» با عنوان حاج سیدرضی لاریجانی نامیده شده‌است. تشرف وی به مکه معظمه باید در سالهای آخر اقامت او در اصفهان و پیش از سفر به تهران صورت گرفته باشد.

## آرامگاه
لاریجانی به سال ۱۲۷۰ ق؛ یعنی ۲ سال پس از کشته شدن امیرکبیر در تهران درگذشت و در صحن امامزاده طاهر از نوادگان سجاد در شهر ری به خاک سپرده شد. اما مزار وی امروزه مشخص نیست.

## فرزندان
- میرزا سیدمحمد ادیب لاریجانی (شمس الادبا) شمس الادبای لاریجانی
- آقا سیداسماعیل ملاباشی